# Duke Nukem
Duke Nukem ist eine Spieleserie, unter deren Banner bis zum Jahr 2011 dreizehn Videospiele veröffentlicht wurden. Die Serie begann 1991 mit dem zweidimensionalen Jump ’n’ Run Duke Nukem, die bislang letzte Veröffentlichung ist der Ego-Shooter Duke Nukem Forever. Die Serie wurde nach ihrem Protagonisten Duke Nukem benannt.

## Geschichte
Das erste Spiel der Serie, ein klassisches Jump ’n’ Run, wurde am 1. Juli 1991 von Apogee Software als Shareware veröffentlicht. Aufgrund positiver Reaktionen wurde am 3. Dezember 1993 der Nachfolger Duke Nukem II veröffentlicht. Jetzt unter dem Label 3D Realms wurde am 29. Januar 1996 der Ego-Shooter Duke Nukem 3D veröffentlicht. Mehrere Spin-Offs für verschiedene Konsolen, darunter die Third-Person-Shooter Time to Kill, Zero Hour und Land of the Babes konnten jedoch nicht an den Erfolg von Duke Nukem 3D anknüpfen. Duke Nukem Forever war über ein Jahrzehnt in Entwicklung, wechselte mehrfach das Studio und galt lange Zeit als Vaporware.

## Spiele

### Hauptserie
| Titel                      | Erscheinungsjahr | Genre        | Plattform |
| -------------------------- | ---------------- | ------------ | --- |
| Duke Nukem auch Duke Nukum | 1991             | Jump ’n’ Run | DOS, Steam (für Windows und macOS) (2013) |
| Duke Nukem II              | 1993             | Jump ’n’ Run | DOS, Game Boy Color (1999), iOS (2013), Steam (für Windows und Mac OS X) (2013) |
| Duke Nukem 3D              | 1996             | Ego-Shooter  | DOS, game.com (1997), Mac OS (1997), Sega Saturn (1997), PlayStation (1997), Nintendo 64 (1997), Windows (1998), Sega Mega Drive (nur in Brasilien) (1998), Xbox Live Arcade (2008), iOS (2009), Nokia N900 (2009), Android (2011), Steam (für Windows und Mac OS X) (2013) |
| Duke Nukem Forever         | 2011             | Ego-Shooter  | Windows, Xbox 360, PlayStation 3, Mac OS X |

### Spin-Offs
| Titel                         | Erscheinungsjahr | Genre                | Plattform                                                                 |
| ----------------------------- | ---------------- | -------------------- | ------------------------------------------------------------------------- |
| Duke Nukem: Time to Kill      | 1998             | Third-Person-Shooter | PlayStation                                                               |
| Duke Nukem: Zero Hour         | 1999             | Third-Person-Shooter | Nintendo 64                                                               |
| Duke Nukem: Land of the Babes | 2000             | Third-Person-Shooter | PlayStation                                                               |
| Duke Nukem: Manhattan Project | 2002             | Jump ’n’ Run         | Windows, Xbox Live Arcade (2010), Steam (für Windows und Mac OS X) (2013) |

### Ausschließlich für Handheld-Konsolen
| Titel                     | Erscheinungsjahr | Genre        | Plattform        |
| ------------------------- | ---------------- | ------------ | ---------------- |
| Duke Nukem 3D             | 1997             | Ego-Shooter  | Game.com         |
| Duke Nukem Advance        | 2002             | Ego-Shooter  | Game Boy Advance |
| Duke Nukem Mobile         | 2004             | Ego-Shooter  | Tapwave Zodiac   |
| Duke Nukem: Critical Mass | 2011             | Jump ’n’ Run | Nintendo DS      |

### Ausschließlich für Mobiltelefone
| Titel                                | Erscheinungsjahr | Genre        | Plattform    |
| ------------------------------------ | ---------------- | ------------ | ------------ |
| Duke Nukem Mobile                    | 2004             | Shoot ’em up | Mobiltelefon |
| Duke Nukem Mobile II: Bikini Project | 2005             | Shoot ’em up | Mobiltelefon |

## Verfilmung
Am 22. Januar 2018 wurde bekannt, dass an einem Film über Duke Nukem gearbeitet wird. Produziert wird dieser von Platinum Dunes, einer Tochterfirma von Paramount Pictures.